# سايوري ايواتا
سايوري ايواتا (باليابانية: 岩田さゆり) هي عارضة وعارضة أزياء ومغنية وممثلة يابانية، ولدت في 21 يوليو 1990 بإزونوكني في اليابان.

## وصلات خارجية
- سايوري ايواتا على موقع IMDb (الإنجليزية)
- سايوري ايواتا على موقع ميوزك برينز (الإنجليزية)
- سايوري ايواتا على موقع أول ميوزيك (الإنجليزية)
- سايوري ايواتا على موقع ديسكوغز (الإنجليزية)
- سايوري ايواتا على موقع قاعدة بيانات الفيلم (الإنجليزية)